# Bólido sobre Checoslovaquia y Polonia de 1990
El bólido sobre Checoslovaquia y Polonia de 1990 fue un meteoroide que rozó a la atmósfera de la Tierra el 13 de octubre de 1990, también denominado EN131090, que tenía una masa estimada de 44 kg. Entró a la atmósfera de la Tierra por encima de Checoslovaquia y Polonia y, después de unos segundos, volvió al espacio. Las observaciones de este tipo de eventos son muy raras. Este fue el segundo registrado utilizando instrumentos científicos astronómicos (después del gran bólido diurno de 1972) y el primero en ser grabado desde dos posiciones distantes, lo que permitió el cálculo de varias de sus características orbitales. El encuentro con la Tierra cambió significativamente su órbita y, en menor medida, algunas de sus propiedades físicas (masa y estructura de su capa superior).

## Observaciones
Tres observadores independientes de cometas reportaron observaciones visuales: los astrónomos checos Petr Pravec, Pavel Klásek, y Lucie Bulíčková. Según sus informes, el evento comenzó a las 03:27:16±3 UT. El meteoro (bólido) brillante observado se movía desde el sur hacia el norte y dejó una trayectoria que fue visible durante aproximadamente 10 segundos.
La mayoría de los datos sobre el encuentro fue adquirida mediante observaciones fotográficas de las cámaras de la European Fireball Network, que traducido literalmente corresponde a «Red Europea de Bólidos». Fue el primer caso de este tipo registrado por las cámaras desde dos lugares distantes, en Červená Hora y Svratouch (ambos en lo que hoy es la República Checa, que en ese entonces formaba parte de Checoslovaquia), lo que permitió el cálculo de las características orbitales del meteoroide por métodos geométricos. Ambos estaban equipados con objetivos ojo de pez que les permitían cubrir todo el cielo.
La imagen de Červená Hora resultó especialmente valiosa. Se registró la trayectoria del bólido a lo largo de aproximadamente 110°, a partir de los 51° sobre el horizonte sur, pasando por el cenit a solo 1° hacia el oeste para desaparecer a solo 19° sobre el horizonte norte (con lo que cruzó, en consecuencia, alrededor del 60 % del cielo). Su cámara también estaba equipada con un obturador giratorio que interrumpía la exposición 12,5 veces por segundo y dividía la trayectoria capturada del bólido, lo que permitió la determinación de su velocidad. En los últimos 4°, la velocidad angular del bólido era menor que la resolución del instrumento. La imagen de Svratouch registró la trayectoria solo para unos 15°, a partir de los 30° sobre el horizonte noroeste y el bólido en la foto aparece bastante tenue. A pesar de esto, los datos eran suficientes para los cálculos.
Gotfred M. Kristensen también detectó el bólido en Havdrup, Dinamarca, usando un registrador de pluma conectado a un receptor de radio por 78 segundos, a las 03:27:24±6 UT.

## Datos del encuentro
El meteoroide rozó la atmósfera terrestre muy suavemente (en comparación con, por ejemplo, el gran bólido diurno de 1972, que cruzó por encima de Estados Unidos y Canadá). Se hizo visible a una altura de 103,7 km al sur de Zlín, Checoslavaquia, y solo se acercó a la superficie de la Tierra a 98,67 km al noreste de Breslavia, Polonia, y desapareció de la vista de las cámaras a una altura de 100,4 km al norte de Poznań, Polonia. Probablemente continuó visible hasta que alcanzó una altura de 110 km por encima del sur del mar Báltico.
La magnitud absoluta del meteoro (la magnitud aparente que tendría a una altitud de 100 km en el cenit del observador) fue de aproximadamente -6 y no varió significativamente durante el encuentro. Viajó una distancia de 409 km en 9,8 segundos durante el tiempo en que fue observado. Se movía con una velocidad de 41,74 km/s, que no cambió durante el vuelo. Jiří Borovička y Zdeněk Ceplecha del Observatorio de Ondřejov en Checoslovaquia estimaron que la desaceleración causada por la fricción de la atmósfera fue de solo el 1,7 m/s², cerca del perigeo (máximo acercamiento a la Tierra) del bólido, lo que significa que su velocidad se redujo en solo 0,012 km/s. Esto se corresponde bien con las simulaciones por computadora proporcionadas por D. W. Olson, R. L. Doescher y K. M. Watson en la Southwest Texas State University, que concluyeron que el meteoroide prácticamente no se frenó a lo largo de su trayectoria, con la excepción de un período muy corto cerca del perigeo, cuando la deceleración fue de 1 m/s².
El software también calculó la magnitud aparente instantánea del bólido en el suelo. El cómputo comenzó y terminó con alturas de aproximadamente 250 km mucho antes y mucho después de que las cámaras de la European Fireball Network pudieran observarlo. Su magnitud aparente comenzó en un valor de +5,7 y se hizo más brillante con bastante rapidez. El programa dio una magnitud aparente de -5,7, cuando el objeto fue visto por una cámara y -6,3 en el perigeo. El bólido posteriormente se atenuó, con una magnitud aparente de -5,4 cuando fue visto por última vez por las cámaras y con un valor calculado final de +6.0 a una altura de 257 km. Sin embargo, estos valores no son del todo ciertos, ya que el programa trabajó con la suposición simplificada de que la eficacia luminosa del bólido no cambió a lo largo de la trayectoria. La magnitud aparente inicial no está lejos de los límites de visibilidad a simple vista. Por ejemplo, tenues estrellas de la magnitud +6 solo se pueden observar en áreas rurales oscuras alejadas aproximadamente 150 km de las grandes ciudades. A modo de comparación, esta magnitud corresponde a la magnitud aparente de Urano. En su punto más brillante, lo era varias veces más que el brillo máximo de Venus.
| Parámetros del bólido | Inicio                                 | Perigeo                                | Fin                                    |
| --------------------- | -------------------------------------- | -------------------------------------- | -------------------------------------- |
| Velocidad             | 41.74 km/s                             | 41.74 km/s                             | 41.74 km/s                             |
| Altitud               | 103.7 km                               | 98.67 km                               | 100.4 km                               |
| Coordenadas           | 49°03′00″N 17°39′00″E / 49.050, 17.650 | 51°21′00″N 17°18′00″E / 51.350, 17.300 | 52°40′59″N 17°04′01″E / 52.683, 17.067 |
| Magnitud absoluta     | −5.6                                   | −6.2                                   | −6.1                                   |
| Magnitud aparente     | −5.7                                   | −6.3                                   | −5.4                                   |

## Características físicas
El meteorioide era un bólido tipo I —en otras palabras, una condrita ordinaria—. Cuando entró en la atmósfera de la Tierra su masa era de aproximadamente 44 kg, que se estimó sobre la base de los valores medidos de su magnitud absoluta y su velocidad. El meteoroide perdió aproximadamente 350 g durante el encuentro. Las simulaciones por ordenador mostraron que comenzó a perder masa aproximadamente en el momento en que se hizo visible a las cámaras de la European Fireball Network a una altura de 100,6 km. Perdió masa durante 25 segundos, hasta que alcanzó una altura de 215,7 km. Su superficie se fundió y se solidificó de nuevo después de salir de la atmósfera, lo que significa que su superficie se convirtió en una típica corteza de fusión meteorítica.
El meteorito no fue peligroso para la vida en la Tierra. Aun cuando se hubiera dirigido hacia la superficie, el vuelo a través de la atmósfera probablemente lo habría calentado tanto que habría explotado muy por encima del suelo y solo algunas partículas pequeñas (meteoritos) podría haber llegado a la superficie de la Tierra.

## Órbita

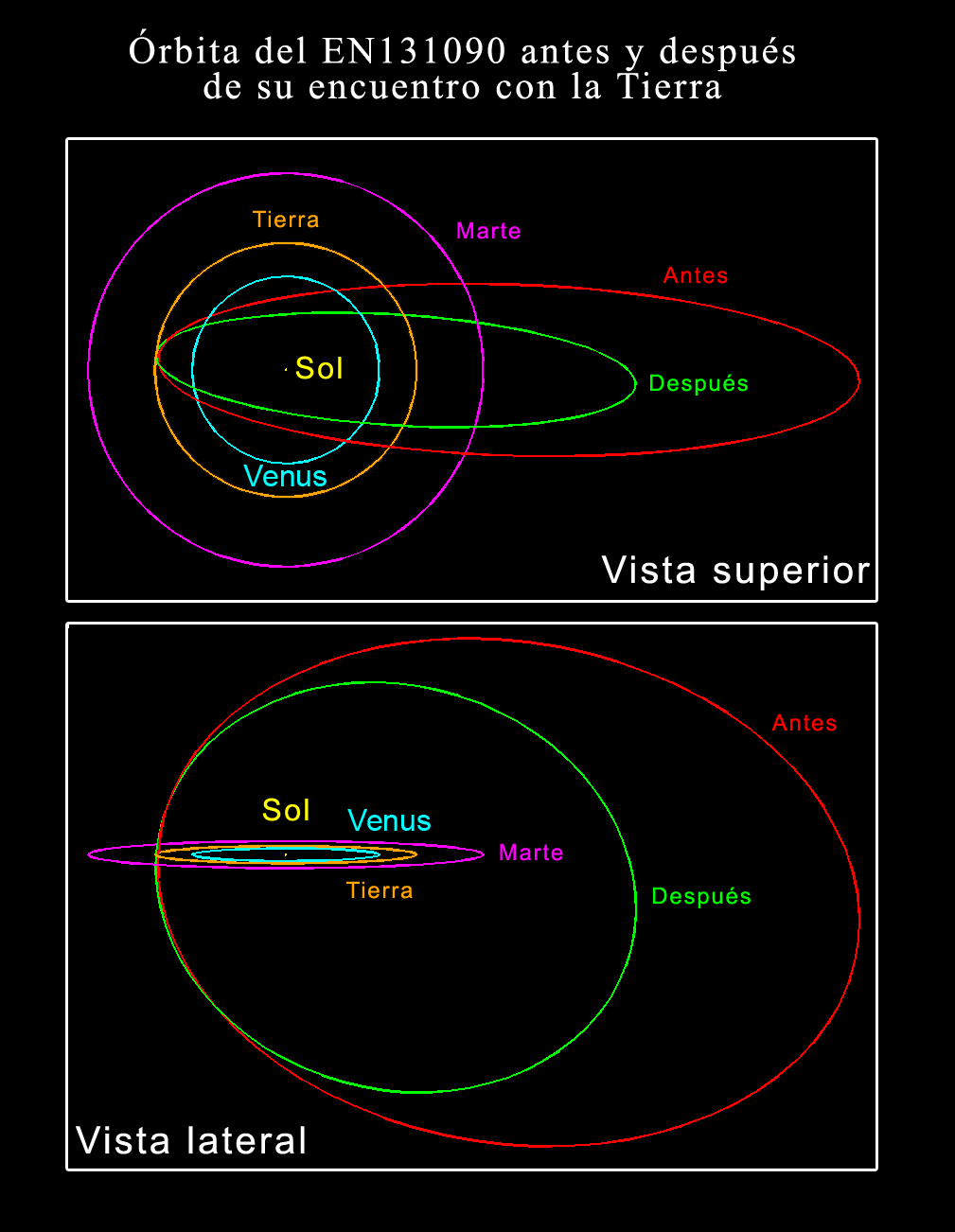
Órbita del meteoroide antes y después de rozar la atmósfera terrestre

Debido a que el bólido fue grabado por dos cámaras de la European Fireball Network, fue posible calcular la trayectoria de su vuelo a través de la atmósfera y también las características de su órbita en el sistema solar previas y posteriores al encuentro. Los cálculos fueron publicados por los astrónomos checos Pavel Spurný, Zdeněk Ceplecha y Jiří Borovička del Observatorio de Ondřejov, que se especializan en la observación de meteoros. Demostraron que el encuentro cambió la órbita del meteoroide significativamente. Por ejemplo, su afelio —el punto más lejano al Sol que alcanza en su desplazamiento alrededor del mismo— y su período orbital se redujeron a casi la mitad de sus valores originales.
| Características orbitales    | Antes del encuentro | Después del encuentro |
| ---------------------------- | ------------------- | --------------------- |
| Semieje mayor                | 2.72 ± 0.08 UA      | 1.87 ± 0.03 UA        |
| Excentricidad orbital        | 0.64 ± 0,01         | 0.473 ± 0.009         |
| Perihelio                    | 0.9923 ± 0.0001 UA  | 0.9844 ± 0.0002 UA    |
| Afelio                       | 4.45 ± 0.15 UA      | 2.76 ± 0.07 UA        |
| Argumento del periastro      | 9.6 ± 0.1°          | 16.6 ± 0.2°           |
| Longitud del nodo ascendente | 19.671°             | 19.671°               |
| Inclinación orbital          | 71.4 ± 0.2°         | 74.4 ± 0.2°           |
| Período orbital              | 4.5 ± 0.2 años      | 2.56 ± 0.06 años      |

## Eventos similares
Aunque las entradas de meteoroides en la atmósfera de la Tierra son muy comunes, la grabación de un vuelo similar a través de las capas superiores de la atmósfera es bastante rara. Probablemente, la primera de ellas verificada de forma fiable ocurrió el 20 de julio de 1860 por encima del estado estadounidense de Nueva York. La bola de fuego de Checoslovaquia y Polonia a veces se compara con el gran bólido diurno de 1972 por encima de Utah, en los Estados Unidos, y Alberta, en Canadá, que es el primer evento científicamente observado y estudiado de este tipo. El bólido de 1972 fue mil veces más masivo y llegó 40 km más cerca de la superficie de la Tierra. Los datos observacionales de ambos ayudaron a desarrollar un método para calcular las trayectorias de dichos cuerpos, que más tarde fue utilizado en el cálculo de la trayectoria de otro meteorito que rozó la atmósfera de la Tierra observado el 29 de marzo de 2006 por encima de Japón.